# Coronophtus cervus
Coronophtus cervus är en insektsart som beskrevs av Van Stalle 1983. Coronophtus cervus ingår i släktet Coronophtus och familjen dvärgstritar. Inga underarter finns listade i Catalogue of Life.